# NGC 5638
NGC 5638 (другие обозначения — UGC 9308, MCG 1-37-18, ZWG 47.63, PGC 51787) — эллиптическая галактика (E1) в созвездии Девы.
Этот объект входит в число перечисленных в оригинальной редакции «Нового общего каталога».